# Université d'Erfurt
L’université d’Erfurt (en allemand : Universität Erfurt), fondée en 1392, est l’une des plus anciennes universités d’Allemagne et la troisième du pays par sa taille.
Cette université (Alma mater Erfordensis) a été créée par décret du pape Urbain VI en date du 4 mai 1389 et ouvrit officiellement au cours de la deuxième semaine après la Pâques de  1392. Le décret, déjà rédigé en 1379 par le pape Clément VII à la demande des bourgeois d'Erfurt n'a jamais été confirmé par acte de fondation par suite du Grand Schisme d'Occident, mais les chercheurs estiment qu'il s’agit bien là de l’année à retenir, ce qui fait d’Erfurt la plus ancienne université d’Allemagne avant Heidelberg (1386) et Cologne (1388). Avec un cursus généraliste remontant au XIIIe siècle, elle peut en tout cas s’enorgueillir de la plus longue tradition académique du pays.
En 1816, quand la cité d'Erfurt fut rattachée de la Prusse, l'université fut fermée. Les autorités de la RDA rétablirent un établissement d'enseignement supérieur avec l'Institut Pédagogique d'Erfurt. Cet établissement avait été fondé en 1969 par le regroupement des instituts pédagogiques ouverts en 1953 à Erfurt et à Mühlhausen, et formait depuis 1990 les maîtres d'école. En 1993, après la réunification de l'Allemagne, le parlement de  Thuringe vota le rétablissement de l'université d'Erfurt. Le 1er janvier 1994, la réouverture est officielle. Peter Glotz, membre influent du SPD, supervisa l'ouverture de l'université et en devint le premier recteur. En 2001, la grande école pédagogique d'Erfurt a été intégrée à l'université.
Le 1er janvier 2003, à la suite des facultés d'Économie, de Sciences Sociales, de Pédagogie et de Droit, une autre faculté est venue compléter le panel des enseignements avec l'installation de la faculté de théologie catholique romaine, anciennement Centre de philosophie et de théologie d'Erfurt (Philosophisch-Theologisches Studium Erfurt).

## Étudiants illustres
- En 1420, Johannes Gutenberg est diplômé de l'université d'Erfurt
- En 1502, Martin Luther est diplômé de l'université d'Erfurt.
- Konrad von Megenberg a étudié à Erfurt[4].

## Notes et références

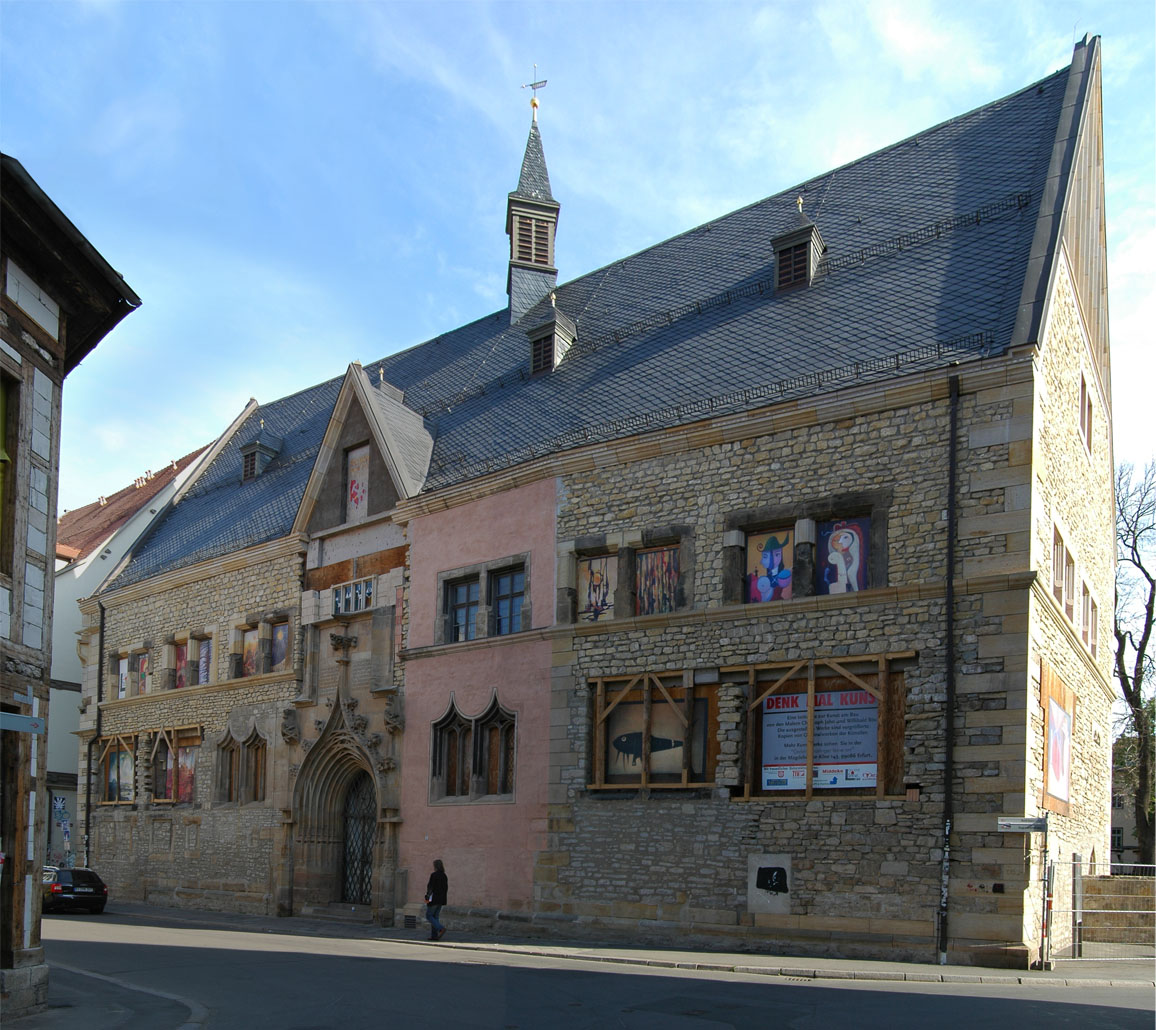
Bâtiment médiéval du Collegium Maius de l'université d'Erfurt en 2007.

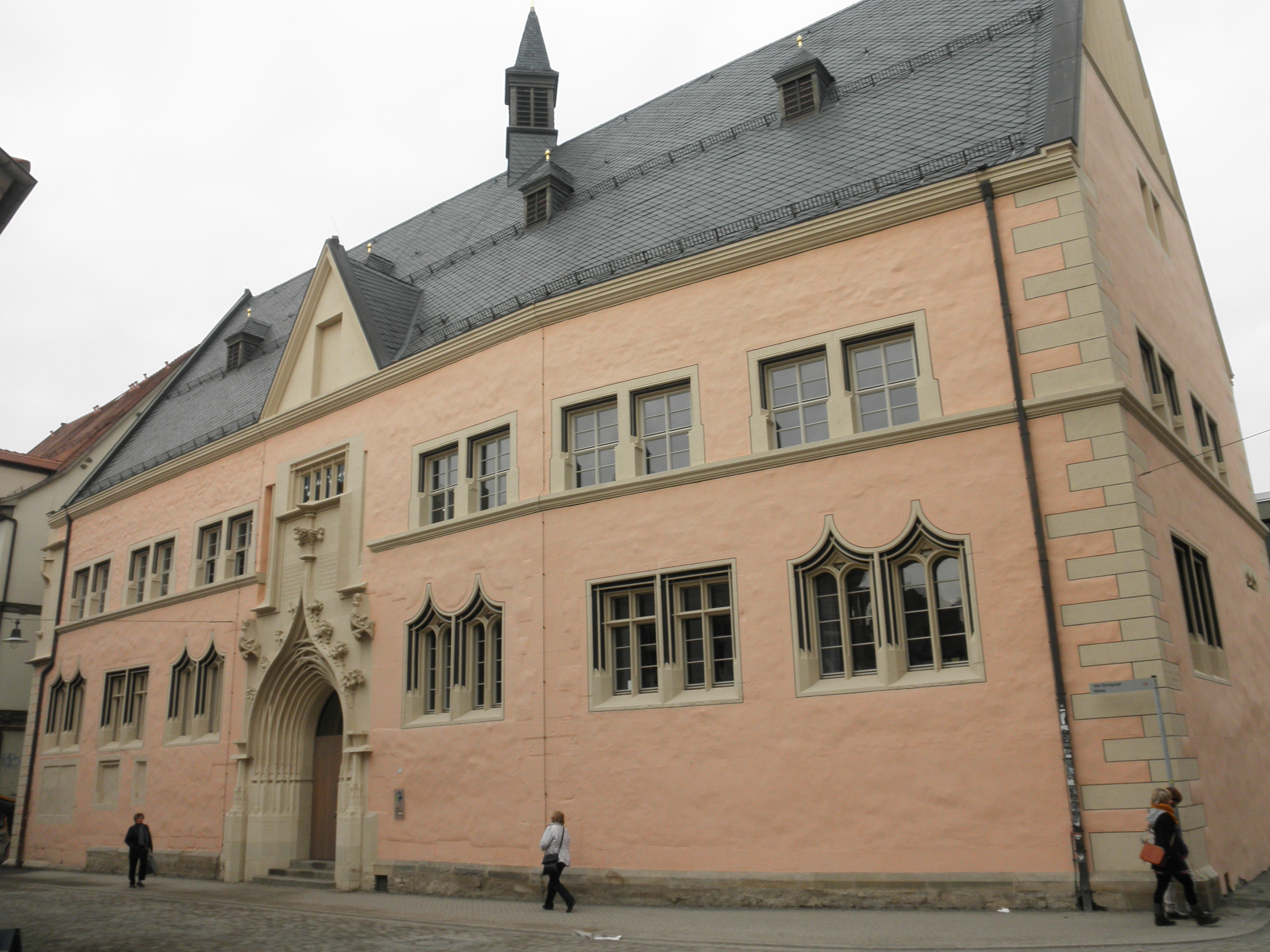
Le même en 2011.